# Ada Müller-Braunschweig
Ada Müller-Braunschweig, geborene Ada Schott (* 30. Dezember 1897 in Winkel (Allstedt), Deutschland; † 7. Dezember 1959 in Berlin, Deutschland) war eine deutsche Psychoanalytikerin. Sie gehörte zu den ersten Kinderanalytikerinnen.

## Leben und Werk
Müller-Braunschweig war eines von drei Kindern des Pfarrers Walter Schott und seiner Frau Elisabeth Lang. Sie machte nach der Mittleren Reife eine Ausbildung zur Kindergärtnerin und begann 1914 bei Carl Müller-Braunschweig eine therapeutische Analyse, die dann in eine Lehranalyse überging. In Wien besuchte sie 1919/20 bei Hermine Hug-Hellmuth einen Kursus in „Psychoanalytischer Heilpädagogik“ und lernte hier die Analyse von Kindern, was eine Eigenanalyse einschloss. Danach arbeitete sie von 1920 bis 1921 im Pestalozzi-Froebel-Haus mit Kindern im Vorschulalter und eröffnete eine eigene psychoanalytische Praxis in Berlin. 1922 wurde sie für die Kinderanalyse an der Berliner Psychoanalytischen Poliklinik verantwortlich. Sie setzte als Ausdrucksmittel des Kindes erstmals Zeichnen, Malen und Modellieren in die Therapie ein.
Sie wurde 1923 außerordentliches, 1926 ordentliches Mitglied der Berliner Psychoanalytischen Vereinigung (BPV) und zählte 1924 zu den ersten fünf Teilnehmerinnen des Diskussionszirkels von Otto Fenichel für jüngere Mitglieder und Kandidatinnen der BPV.
1925 heiratete sie Carl Müller-Braunschweig, der sich von seiner ersten Frau Josine Müller-Ebsen hatte scheiden lassen, und bekam mit ihm zwei Kinder. Sie nahm ein neurotisches Symptom ihres Sohnes Hans Müller-Braunschweig, der später auch Psychoanalytiker wurde, als Thema ihrer Publikation: Ein Fall von Schattenangst und Fragezwang (bei einem dreijährigen Knaben).
Sie führte ab 1933 wieder Lehranalysen durch, unter anderem mit Käthe Dräger, und hielt am Berliner Psychoanalytischen Institut (BPI) pädagogische Seminare. Aufgrund einer staatlichen Verordnung wurde 1934 das BPI in „Psychoanalytisches Institut“ und die „Poliklinik und Lehranstalt“ in „Ambulatorium und Lehranstalt“ umbenannt. Die Lehranalytiker Siegfried Bernfeld, Max Eitingon, Otto Fenichel, Jenö Hárnik, Theodor Reik und Ernst Simmel emigrierten und Ada Müller-Braunschweig blieb mit drei neu hinzugekommenen Dozenten. Neuer Vorsitzender wurde der Arzt Felix Boehm mit Carl Müller-Braunschweig als seinem Stellvertreter, denen beiden 1938 die Erlaubnis zur Durchführung von Lehrveranstaltungen und Lehranalysen entzogen wurde. Danach übernahm Müller-Braunschweig ausschließlich mit Frauen viele Lehr- und Kontrollanalysen. Sie erhielt den 1938 für Nicht-Mediziner eingeführten Titel Behandelnder Psychologe, der 1940 vom Reichsinnenministerium rechtlich anerkannt wurde.
Durch eine begonnene Fortbildungsbehandlung bei Käthe Bügler wandte sie sich stärker der jungianischen Richtung zu, während ihr Mann die Analytische Psychologie von Carl Gustav Jung ablehnte. Sie schloss sich nach dem Zweiten Weltkrieg dem von Käthe Bügler initiierten Berliner Jungianischen Arbeitskreis an.
Sie war eines der ersten Mitglieder der Deutschen Psychoanalytischen Vereinigung, die ihr Mann zusammen mit fünf Kolleginnen und Kollegen 1950 gründete, und arbeitete als Lehranalytikerin.
Im Alter von 62 Jahren starb sie 1959 an einer Lungenentzündung.

## Veröffentlichungen (Auswahl)
- Zur Psychoanalyse eines stotternden Kindes. Neue Erziehung. Zeitschrift der Schulreformer 10, 1928, S. 113–115.
- Ein Fall von Schattenangst und Fragezwang (bei einem dreijährigen Knaben). Zeitschrift für psychoanalytische Pädagogik 4, 1930, S. 134–145.